# Łuniewo Małe
Łuniewo Małe [pronunciación en polaco: /wuˈɲɛvɔ ˈmawɛ/] es un pueblo ubicado en el distrito administrativo de Gmina Klukowo, dentro del Condado de Wysokie Mazowieckie, Voivodato de Podlaquia, en el norte de Polonia oriental. Se encuentra aproximadamente a 21 kilómetros al sur de Wysokie Mazowieckie y a 64 kilómetros al suroeste de la capital regional Białystok.